# Les Olmes
Les Olmes ist eine Commune déléguée in der französischen Gemeinde Vindry-sur-Turdine mit 862 Einwohnern (Stand 1. Januar 2022) im Département Rhône in der Region Auvergne-Rhône-Alpes.
Die Gemeinde Les Olmes wurde am 1. Januar 2019 mit Dareizé, Pontcharra-sur-Turdine und Saint-Loup zur Commune nouvelle Vindry-sur-Turdine zusammengeschlossen. Sie hat seither den Status einer Commune déléguée. Die Gemeinde Les Olmes gehörte zum Kanton Tarare im Arrondissement Villefranche-sur-Saône. Sie grenzte im Norden an Saint-Loup, im Osten an Sarcey, im Süden an Saint-Romain-de-Popey und im Westen an Pontcharra-sur-Turdine.

## Bevölkerungsentwicklung
| Jahr      | 1962 | 1968 | 1975 | 1982 | 1990 | 1999 | 2008 | 2014 |
| --------- | ---- | ---- | ---- | ---- | ---- | ---- | ---- | ---- |
| Einwohner | 355  | 387  | 449  | 552  | 648  | 662  | 748  | 776  |

## Wirtschaft
Die Reben in Les Olmes sind Teil der Weinbaugebiete Bourgogne, Bourgogne Aligoté, Bourgogne Grand Ordinaire und Bourgogne Passetoutgrain innerhalb der Weinbauregion Burgund.